# Scaptia seminigra
Scaptia seminigra är en tvåvingeart som först beskrevs av Ricardo 1902.  Scaptia seminigra ingår i släktet Scaptia och familjen bromsar. Inga underarter finns listade i Catalogue of Life.